# Peter Rono
Peter Kipchumba Rono (Kapsabet, 31 de julio de 1967) es un atleta keniano especialista en pruebas de mediofondo que fue campeón olímpico de los 1500 metros en los Juegos de Seúl 1988.
En 1985 se proclamó en Nairobi campeón de África de cross-country en categoría junior.
En los Campeonatos del Mundo Junior de Atenas 1986 ganó una medalla de plata en los 1500 m, por detrás de su compatriota Wilfred Kirochi.
Participó en los 1500 metros de los Campeonatos del Mundo al aire libre de Roma 1987, aunque fue eliminado en las semifinales.
En los Juegos Olímpicos de Seúl 1988 no estaba considerado entre los favoritos, ya que los pronósticos apuntaban a los británicos Steve Cram y Peter Elliott como principales candidatos al oro. Sin embargo en una final muy reñida Peter Rono consiguió alzarse con la victoria con una marca de 3:35,96. La medalla de plata fue para el británico Peter Elliott (3:36,15) y la de bronce para el alemán oriental Jens-Peter Herold (3:36,21) Por su parte Steve Cram se quedó fuera del podio en 4.ª posición.
Con solo 21 años, Peter Rono se convertía de esta forma en el campeón olímpico más joven en la historia de esta prueba.
Tras su victoria olímpica, nunca volvió a conseguir triunfos importantes. En 1989 hizo en Zúrich la mejor marca de su vida en los 1500 m con 3:34,54 aunque solo fue 11.º del ranking mundial del año. Ese mismo año fue subcampeón de los 1500 m en la Universiada de Duisburg tras su compatriota Kip Cheruiyot.
Se retiró del atletismo en 1992, pese a ser aun bastante joven. Ese mismo año obtuvo su licenciatura en la Universidad Mount Saint Mary de Maryland, institución donde posteriormente ejerció como entrenador de atletismo.
Actualmente trabaja como directivo para New Balance, una empresa fabricante de calzado deportivo con sede en Nueva Jersey. También es presidente de Gotabgaa, una organización benéfica que ayuda a los kenianos residentes en Estados Unidos.
Está casado con la exatleta Mary Rono, con la que tiene cuatro hijos.
En noviembre de 2006 fue nombrado embajador de buena voluntad de las Naciones Unidas.